# Restrepia aristulifera
Restrepia aristulifera är en orkidéart som beskrevs av Leslie Andrew Garay och Galfrid Clement Keyworth Dunsterville. Restrepia aristulifera ingår i släktet Restrepia och familjen orkidéer. Inga underarter finns listade i Catalogue of Life.